# 在廷ノ臣僚及帝国議会ノ各員ニ告ク詔勅
在廷ノ臣僚及帝国議会ノ各員ニ告ク詔勅（ざいていのしんりょうおよびていこくいぎかいのかくいんにつぐしょうちょく、旧字体：在廷󠄁ノ臣僚及󠄁帝󠄁國議會ノ各員ニ吿ク詔敕）とは、1893年（明治26年）2月10日に明治天皇より第2次伊藤内閣及び帝国議会（特に衆議院の民党勢力）に対して下された詔勅のこと。和協の詔勅、和衷協同の詔、建艦詔勅などとも呼ばれている。

## 概要
第4回帝国議会では当初予算のうち、軍艦製造費を削減して衆議院が議決を行ったが、これは憲法第67条で内閣の同意を必要とする事項であり、紛争の解決のために明治天皇が詔勅を下して、両者と貴族院の和衷協同をはかったものである。

## 憲法第67条問題
大日本帝国憲法が公布されて実際に施行されていく過程において、1つの重要な問題が生じていた。
第64条
国家ノ歳出歳入ハ毎年予算ヲ以テ帝国議会ノ協賛ヲ経ヘシ　予算ノ款項ニ超過シ又ハ予算ノ外ニ生シタル支出アルトキハ後日帝国議会ノ承諾ヲ求ムルヲ要ス
第67条
憲法上ノ大権ニ基ツケル既定ノ歳出及法律ノ結果ニ由リ又ハ法律上政府ノ義務ニ属スル歳出ハ政府ノ同意ナクシテ帝国議会之ヲ廃除シ又ハ削減スルコトヲ得ス
大日本帝国憲法においては、予算は「帝国議会の協賛（賛同）を得なければならない」（第64条）とされており、帝国議会は必要に応じてこれに修正を加える事ができた。しかし、その一方で第67条に掲げる「法律上政府ノ義務ニ属スル歳出」（以下、「義務的経費」とする）については、政府の了承を得ない限り、帝国議会は予算案の削減をする事ができないものとされた。
ところが、憲法に規定された「義務的経費」が具体的にどのような経費に相当するかについては、これを定義づけた法的規定がなかったため、政府と民党の間でその範囲をめぐって激しい対立が生じた。これが第67条問題である。政府は「富国強兵」の推進のため、議会によって予算が削減される事態を防ぐため、その範囲をできるだけ広く解釈しようと図り、逆に、民党は公約に掲げていた「民力休養」を実現させるために削減できる予算を増やしてその分を地租の削減にまわす構想（政費節減）を打ち出していたので、その範囲をできるだけ狭めようとした。なお、当時の実際の財政において大きな割合を占める公債費が第67条によって削減が不可能な義務的経費であるという点については民党側も争う余地がないとしていた。残りの経費について、何が「義務的経費」にあたるのか、1890年（明治23年）の第1回帝国議会以来、政府側と民党側の主張は激しく対立していたのである。
特に政府は、清との関係緊迫化から海軍増強を至急の課題として位置付けて、人件費とともに軍事費も義務的経費に組み込むことを主張していた。一方の民党は、海軍増強の必要性は認めつつも、海軍を含めて各省庁に無駄が多いとして、人件費を削減して政府に人員経費などの行政整理を迫り、人件費や軍事費の義務的経費化には否定的な姿勢を示していた。第1回帝国議会において政府は、予算削減に応じる代わりに人件費の義務的経費化を事実上認めさせた。なお、同議会において1891年（明治24年）2月20日に天野若円（大成会）が提出した、衆議院が第67条関連の予算削減を審議する際には事前に政府の了解を得るという決議が吏党と自由党土佐派の賛成（いわゆる「土佐派の裏切り」）によって衆議院で可決され、政府もこれを了承した。これは一見帝国議会における予算削減の権限を自主的に制約したようにもみえるが、裏を返せば予算先議権がある衆議院と政府が合意した予算削減に貴族院がさらに修正を加える余地をも奪うもので、衆議院が予算審議における貴族院に対する優越権を議会慣習のかたちで事実上確立したものとなった。軍事費問題については結局先送りされ、結果的には第2回帝国議会における樺山資紀海軍大臣の「蛮勇演説」へとつながった。

## 伊藤博文の交通事故と第4議会召集
この問題は、翌1892年（明治25年）11月25日に第2次伊藤内閣下で召集された第4回帝国議会にも引き継がれた。ところが、このとき各党の内部では複雑な動きが起きつつあった。
まず、11月6日に吏党系議員のうち、藩閥政府の政策に失望していた議員が同盟倶楽部を旗揚げして「民党宣言」をした。このため、第2回衆議院議員総選挙以来続いてきた吏党による衆議院の優勢が崩壊して民党が再び半数近くを占めた。そして、11月15日に自由党大会が開かれた。党の事実上の最高指導者である板垣退助は、自由党を「責任政党」と位置付けて従来の反対一辺倒の姿勢を修正し、国民生活と教育、外交、国防については、政府に協力する用意があることを表明する一方で、海軍増強（新艦建造）については政府が海軍における軍政と軍令の分離や行政の簡素化などの行政整理（行政改革）を行わない限りは賛成できないと表明した（逆に言えば、政府がこれらの改革を推進するならば、自由党は海軍増強を支持することも可能になる）。
一方、11月20日には吏党系議員が西郷従道元海軍大臣を会頭（党首）・品川弥二郎元内務大臣を副会頭に迎えて国民協会を正式に発足させた。国民協会結成に尽力したのは、九州出身の国粋主義者と第2回衆議院議員総選挙で当選した新人議員が多く、彼らは前内閣の第2次松方内閣を支持し、その継続を望む勢力であった。一方、長州藩出身で松方後継の伊藤博文に強い反感を抱いていた。
11月21日には立憲改進党幹部の島田三郎が先の板垣発言を非難して、同党の尾崎行雄もこれに同調した事から自由党と改進党の間で対立が生じた。これは、同盟倶楽部の仲裁で和解が成立した。
ところが、開院直後の11月27日の午後2時15分頃、首相官邸から私邸に戻ろうとしていた伊藤が乗っていた人力車が官邸正門から外に出ようとしたところ、折りしも走行中であった小松宮御息所が乗車した馬車と接触し、人力車の運転手が慌てて回避したものの車は横転し、転落した伊藤が重傷（後頭部打撲、額を負傷、前歯数本を折る）を負ったために全治2ヶ月と診断され、翌日に井上馨内務大臣が首相臨時代理を務めることになった。

## 井上馨臨時首相代理と一銭一厘問答
12月3日から衆議院予算委員会（委員長:河野広中）での明治26年度予算の審議が開始されたが、委員会は予算案歳出総額8,376万円のうち、新艦建造費332万円全額を含めた885万円の削減を要求した。政府はこれを受けて対応を協議したが、議会（衆議院）との妥協を主張する後藤象二郎農商務大臣と強硬策を唱える山縣有朋司法大臣との間で意見が一致せず、ベテランとはいえ準備もないままに突如内閣の首班を代行することになった井上もその対応に苦慮していた。井上は静養中の伊藤に手紙を送って協議した結果、吏党も民党もともに倒閣を画策していると判断して山縣の意見を採る事とした。
明けて1893年（明治26年）1月16日、井上臨時首相代理は先年の衆議院決議に基づいて義務的経費に相当する345万円の削減（ほとんどが新艦建造費）は認められないと答弁した。これに民党・吏党ともに反発したが、直後に開かれた予算委員会において尾崎行雄が「一銭一厘たりとも政府提出の原案と違っては行政機関の運転を円滑にし法律上の責務を尽すことが出来ぬと言うのでありますか?」と質問した際に渡辺国武大蔵大臣が直ちに「その通りであります」と答弁し（「一銭一厘問答」）、更に同日に政府に対して再考を求める河野委員長発議の動議を翌17日に井上が拒絶を表明した事から、議会は総理大臣がいない政府を弱体と見てさらに攻勢をかけ、政府の反省を求めて22日までの休会を宣言した。これによって政府と議会は全面対決した状態で双方が睨み合いを続ける事となった。
その頃、伊藤の側近で元法制局長官の井上毅は伊藤博文・井上馨に対してこの状況を打開するために天皇から詔勅を下して、憲法第66条によって不可侵とされていた「帝室費」の下賜と政府の行政整理の約束を引換に新艦建造を議会に認めさせる方策を提案していた。井上毅は衆議院が予算審議を巡って近いうちに天皇への上奏を行うのは確実であること、天皇がそれに対して勅答に相当する詔勅を下す必要があるが、天皇が勅答を拒絶したり、政府に一方的に有利な勅答を下せば天皇に非難が飛び火する可能性がありその尊厳が傷つけられること、そもそも67条の義務的経費規定を新規事業である新艦建造に適用することは64条規定に違反する可能性があること、それを防ぐには民党に対して何らかの譲歩を見せなければならないことを説き、天皇に「政治的中立な仲裁者」を演じさせる事によって政府と議会（衆議院）の両者の妥協を図ろうとしたのである。実は井上毅は前年の5月の第2次松方内閣の選挙干渉を巡る問題において政府と議会が緊張した際にも同様の提案をしたものの、吏党側が過半数を占めていた事や「天皇の政治利用」に反対する意見が出て採用されなかった経緯があった。だが、伊藤らは衆議院の圧倒的多数が政府に反対している中で天皇や政府の立場を弱くしない形で予算案を通過させるには、詔勅による仲裁に期待するほかないと判断したのである。

## 和協詔勅
1月23日、休会が明けると河野委員長ら3名は緊急動議を提出し、議会は政府に和衷協同を求めているのに政府が自己の主張に固執して説明を求めても答えようとしないとして、明治天皇に善処（内閣の交替か全面的譲歩）を求める上奏を行うように求めた。自由党・改進党・同盟倶楽部はこれに賛成し、国民協会は反対を表明した。これに対して政府は15日間の停会を宣言、直後の26日に伊藤は帰京して両井上や山縣ら少数の人々と詔勅下賜に向けた準備が秘かに進められていた。
停会が明けた2月7日、この日総理大臣としての職務に復帰した伊藤を迎えた衆議院は河野提案の上奏案を181対103で可決して天皇への上奏が決定されて、再度休会に入った。9日午後2時、星亨衆議院議長が皇居に参内して明治天皇に上奏案を奉呈、同日伊藤も対抗する形で閣議を開催して、議会が先の決議の約束を守らずに新艦建造費の全廃を強要したことを非難して和協のための仲裁か、衆議院解散を求める上書を天皇に送付した。そして翌10日、土方久元宮内大臣より天皇の意向であるとして、全閣僚及び枢密顧問官が皇居に参内するようにとする指示が出され、同日午前9時半に皇居正殿において、閣僚・枢密顧問官列席のもとで天皇より詔勅が読み上げられた。この詔勅は国務に関する詔勅であったため、憲法五十五条に基づいて総理大臣以下全閣僚の副署が加えられて発布された。
政府は六十七条の解釈の正当性を保障され、新艦建造費の復活が認められたものの、帝室費の1割にあたる30万円の下賜と文武官の俸禄1割還納を期限付きながら行うこととなり、海軍をはじめとする行政整理の遂行を約束することになったのである。
これに対して自由党はこれを高く評価して「詔勅遵奉」を決定した。国民協会もこれに同意、改進党は政府と行政整理を協議する委員会を設置する事を条件に遵奉を決定、13日に改進党の提案が成立して河野広中・尾崎行雄・島田三郎・柴四朗ら9名が委員に決定した事でその条件が整った。そして、15日に星衆議院議長と蜂須賀茂韶貴族院議長が揃って明治天皇に対して「詔勅遵奉」を報答したのである。

## その後の経緯・影響
その後、再査定や費用科目の変更などを行った結果、削減額を267万円（うち六十七条対象分は198万円）、新艦建造費は21万円だけ減らす事、文武官俸禄献納額を148万円とすることで漸く合意に達し、22日に修正された予算案が衆議院を通過、4日後には貴族院も通過した。この詔勅の結果、財政に関する見解では政府の意向が貫徹されたものの、民党側もその政治力で倒閣寸前まで追い込んだことは明白であった。一方でこれを機に自由党は海軍改革と行政整理を貫徹した上で、藩閥政権と結んででも政権を獲得して自党の政策を実現することを目標に掲げるようになる。
逆に改進党は民党として藩閥政権と正面から対決する路線を選択し、条約改正を巡る問題を新たなテーマとして更なる政府批判を強めていく。国民協会は上奏案に反対するなど予算についてはやや政府よりの姿勢を見せたものの、そもそも海軍増強が同会の基本路線であったからであり、この時には既に政府がイギリスと推し進めていた条約改正（日英通商航海条約）には強い反対の姿勢を示しており、条約改正が近づけば外交政策を巡って反政府の動きに出る事は避けられなかった。
やがて改進党と国民協会、同盟倶楽部などの小会派は伊藤内閣が推進する漸進的な条約改正に反対する（現行条約励行運動）ために結集して硬六派結成に至るが、これは衆議院第1党である自由党を除くほとんどの代議士を包括したことから「反伊藤内閣」「反自由党」連合としての色彩を強めていく事になる。そして日清戦争を挟んで伊藤内閣、伊藤内閣に行政整理の貫徹を求める一方で条約改正には賛成する自由党、行政整理と条約改正両方の貫徹を求めて伊藤内閣を非難する硬六派の3つ巴の対立構図が形成され、伊藤内閣と自由党は硬六派に対抗するために連携を深め、日清戦争後の板垣の内務大臣就任に至る事になった。
詔勅に伴う新艦建造によって、戦艦富士と戦艦八島が建造されたが、建艦計画成立の遅れで、当初の対清戦備だった1894年（明治27年）の日清戦争に間に合わず、結果的には対露戦備（日露戦争）の第一艦となった。